# Minimalt par
Minimalt par er et begreb, man inden for fonologien bruger til at bestemme, om en ordlyd er et fonem eller ej. 
Når man skal undersøge en ordlyds funktion, afprøver man ved hjælp af substitution, om lyden er betydningsadskillende. Man tager et ord og ændrer én lyd til en anden, så fx "sin" bliver til "min". Da man ved at udskifte lyden [s] med lyden [m] får et nyt gyldigt ord med egen mening kan man konkludere, at /s/ og /m/ er forskellige fonemer i dansk. Ordparret sin/min kaldes da et "minimalt par".
Anvender man i stedet for [s] her en anden lyd [X] og får man ved en sådan substitution ikke et nyt ord, men i stedet et ord, der opfattes som en fejludtale af udgangsordet eller som et nonsens-ord, har man ikke et minimalt par og har dermed ikke vist, at den valgte lyd [X] er et fonem. Anvendes f.eks. [z] (stemt s som på tysk), får man i stedet "zin", der blot vil høres som en fejludtale af "sin", idet [z] ikke er et fonem på dansk (selv om det er på tysk).
På filippinsk skelnes der således ikke mellem p og f og på kinesisk ikke mellem l og r, da udskiftningen af disse lyde på de to sprog ikke er betydningsadskillende, men bare varianter af det samme fonem.
| Sprog | Spire Denne artikel om sprog er en spire som bør udbygges. Du er velkommen til at hjælpe Wikipedia ved at udvide den. |

- Wikimedia Commons har flere filer relateret til Minimalt par